# Округ Тејт (Мисисипи)
Тејт (енгл. Tate County) је округ у америчкој савезној држави Мисисипи.

## Демографија
По попису из 2010. године број становника је 28.886, што је 3.516 (13,9%) становника више него 2000. године.
| Група             | 2000.          | 2010.          |
| Белци             | 17.093 (67,4%) | 19.091 (66,1%) |
| Афроамериканци    | 7.870 (31,0%)  | 8.755 (30,3%)  |
| Азијати           | 25 (0,1%)      | 65 (0,2%)      |
| Хиспаноамериканци | 223 (0,9%)     | 639 (2,2%)     |
| Укупно            | 25.370         | 28.886         |